# Zeitpyramide
A pirâmide após o quarto bloco ser colocado em 2023.
A Zeitpyramide (lit.  "pirâmide do tempo" em alemão) é uma obra de arte pública desenvolvida por Manfred Laber (1932–2018) em construção na cidade de Wemding, Alemanha. Sua construção foi iniciada em 1993, no aniversário de 1 200 anos da cidade, e com um novo bloco adicionado a cada dez anos, a estrutura deve consistir em 120 blocos quando estiver concluída no ano 3183.

## Conceito
A cidade de Wemding foi fundada no ano de 793 e celebrou seu aniversário de 1200 anos em 1993. A Zeitpyramide foi concebida por Manfred Laber (um artista local) em junho de 1993 para marcar este período de tempo e dar às pessoas uma noção do que 1200 anos realmente significa.
Um bloco está programado para ser colocado a cada dez anos, levando 1190 anos para ficar pronta. Este tempo inclui o bloco inicial colocado no início do projeto, o que explica o desvio aparente de dez anos para a conclusão. Até agora, todos os blocos foram de concreto, mas o material dos blocos futuros pode ser alterado em gerações futuras, dependendo da disponibilidade de materiais.
A obra pretende seguir o seu próprio caminho, sem o artista, dirigido pela comunidade, e irá "tornar o próprio tempo mais concreto, mais tangível".

### Artista
Manfred Laber nasceu em Wemding em 5 de maio de 1932 e estudou pintura na Hochschule für Bildende Künste, em Berlim, durante a década de 1950. Suas obras também estão em exposição permanente na Isla San Antonio e em Alcanar (Espanha) e em Mormoiron (França). Alcanar, além disso, foi sua residência parcial. Laber morreu em Wemding em 17 de agosto de 2018, aos 86 anos.

## Construção

Projeção trimétrica do projeto

A Zeitpyramide está localizada sobre uma plataforma de concreto no topo arredondado da colina Robertshöhe, no extremo norte de Wemding. O primeiro bloco foi colocado em outubro de 1993. O quarto e mais recente bloco, pesando 6,5 toneladas, foi colocado em 9 de setembro de 2023. De acordo com o cronograma de construção, o quinto bloco será colocado em 2033.
O financiamento inicial do projeto foi obtido principalmente por meio de doações de empresas locais, que, por exemplo, forneceram gratuitamente os materiais para a base de concreto. A administração do projeto está a cargo de uma fundação sediada em Wemding.
- A camada base, medindo 13,8 por 13,8 metros, será composta por 64 blocos organizados em oito fileiras e oito colunas, com conclusão prevista para o ano de 2623.[9]

- A segunda camada terá 36 blocos, dispostos em um formato de seis por seis, e deverá ser concluída em 2983. Essa será a primeira camada a exigir que um bloco seja colocado sobre outro, o que demandará o uso de um guindaste ou alguma estrutura de apoio, como uma rampa de terra inclinada. No entanto, pelo menos desde 2023, já se utiliza um guindaste para essa tarefa.[2][9]

- A terceira camada será composta por 16 blocos organizados em um formato de quatro por quatro, com conclusão prevista para 3143.[9]

- A quarta e última camada contará com quatro blocos, dispostos em um formato de dois por dois, e, quando finalizada, completará a estrutura. Ao ser concluída, a pirâmide terá levado quase uma década a menos para ser construída do que a idade de Wemding no momento em que o primeiro bloco foi colocado.[9]

Quando estiver concluída, no ano de 3183, a pirâmide contará com 120 blocos de pedra ou concreto, cada um medindo 1,2 metros de comprimento, 1,2 metros de largura e 1,8 metros de altura. Os blocos adjacentes serão separados por espaços de meio bloco, ou 0,6 metros.

### Longevidade do concreto
Ao contrário de antigas estruturas humanas como a Grande Pirâmide de Gizé — que é feita de calcário, argamassa e granito, e que durou mais de 4 500 anos — a vida útil do concreto armado e dos blocos regulares de concreto é normalmente de apenas 50 a 100 anos. No entanto, os blocos de concreto podem durar indefinidamente quando mantidos adequadamente ou protegidos contra intempéries.

### Erro de desvio por um
De acordo com o YouTuber Matt Parker, a Zeitpyramide tem um problema matemático conhecido como "erro da cerca de estacas". Para uma cerca de estacas de n elementos, são necessários n  + 1 postes. O erro surge porque o projeto começou com a colocação do primeiro bloco em 1993, em vez de esperar a primeira década passar. Isso significa que a pirâmide será concluída em 3183, somente 1190 anos a partir da data de início, não 1 200 anos como foi prometido. Parker apontou esse erro durante sua visita à colocação do quarto bloco em 2023. Ele também propôs um projeto alternativo que levaria 121 blocos para ser concluído. Seu projeto não é uma pirâmide e teria 19,8 metros de altura.